# Chloroclystis subitata
Chloroclystis subitata là một loài bướm đêm trong họ Geometridae.